# Geräuschlose Kriegsfinanzierung
Unter der geräuschlosen Kriegsfinanzierung versteht man die Kriegsfinanzierung der Nationalsozialisten im Zweiten Weltkrieg in Deutschland.
Bereits vor Beginn des Krieges war das Staatsdefizit des Deutschen Reiches aufgrund der Kriegsvorbereitungen hoch. Hinzu kamen verdeckte Staatsschulden in Form der Mefo- und Öffa-Wechsel. Mit Kriegsbeginn stieg der Finanzbedarf zusätzlich an. Die Deckung der Kriegskosten über Kriegsanleihen war durch die Erfahrung der Bevölkerung mit der vollständigen Entwertung der Kriegsanleihen des Ersten Weltkrieges in der Hyperinflation massiv erschwert. Die Regierung musste damit rechnen, dass Kriegsanleihen nicht im notwendigen Maße gezeichnet werden würden.
Die Gleichschaltung der Sparkassen, Banken und Versicherungen erlaubte jedoch eine „geräuschlose Kriegsfinanzierung“: Die Finanzdienstleistungsinstitute wurden verpflichtet, Staatsanleihen zu zeichnen oder Staatskredite zu geben. Damit schöpfte der Staat einen Teil der Guthaben ab und nutzte sie für die Bezahlung des Militärs, aber auch zum Einkauf von Waffen und Kriegsmaterial. Während sich der Staat zunehmend bei den Banken verschuldete, spürte die Bevölkerung von diesen Vorgängen wenig. Durch den Lohn- und Preisstopp wurde Geldwertstabilität vorgetäuscht.
Da es nicht genug Produkte zu kaufen gab, wurde das überschüssige Geld (Kaufkraftüberhang) wieder bei den Banken angelegt. Hier konnte es bei Bedarf erneut durch den Staat abgeschöpft werden. Zusätzlich förderte der Staat das Sparen, zum Beispiel mit der Aktion Eisernes Sparen.
Dieser Kreislauf funktionierte allerdings nur bis Mitte 1943. Die militärischen Rückschläge ließen das Vertrauen der Deutschen schwinden, und es wurden verstärkt Geldeinlagen an den Bankschaltern zurückgefordert und das Geld gehortet. Diese Forderungen konnten die Banken allerdings nicht ohne weiteres bedienen, da das Geld an den Staat verliehen war und für militärisches Gerät, welches zum Großteil vernichtet wurde, verbraucht wurde. Infolgedessen stieg man um auf die Finanzierung über die Notenpresse, also das Drucken von Banknoten, was zu einer sehr hohen versteckten Inflation führte.